# 秘密野戦警察
秘密野戦警察（ひみつやせんけいさつ 独：Geheime Feldpolizei  発音、略称：GFP）は、第二次世界大戦中ドイツ国防軍により組織された軍事秘密警察組織である。この部隊はスパイ対策、破壊工作、サボタージュ摘発、対プロパガンダ、軍事施設保護、軍法会議の捜査などといった国防軍への情報提供や占領地及び戦地における警備任務を行うために編成された。GFPの要員は「防諜警察 (Abwehrpolizei)」とも呼ばれ、国防軍防諜部の執行部隊として、占領下での対レジスタンス、パルチザン活動を取り締まっていた。GFPはまた、拷問や処刑などの戦争犯罪を行ったことでも知られている。

## 発足
秘密野戦警察の発端は、1938年のズデーテン併合と1939年のチェコスロバキア併合の後に発足した。親衛隊 (SS)の特別行動隊はもともと保安警察 (SiPo)の指揮下にあったが、国防軍最高司令部(OKW)は軍独自の警察機能を持つ専門的な諜報機関の必要性を感じていた。戦地において軍の作戦行動と連携しつつ潜在的な敵対勢力を逮捕し、抵抗勢力排除のための治安部隊としての側面をもつ組織が必要とされた。スペイン、オーストリア、チェコスロバキアで収集された情報をもとに、OKW総長であるヴィルヘルム・カイテルは「秘密警察に関する規定書」を発行し、1939年7月21日に「秘密野戦警察 (Geheime Feldpolizei, GFP)」として発足した。
規定上GFPは国防軍の指揮下にあったが、その人員は主にSDに配属されたことのある刑事警察出身の犯罪部門を専門とした職員が採用された。彼らは、他の警察機関や親衛隊情報部(SD)から独立した権限を保持していた。当初、GFPは専ら国防軍の警備部隊にとどまっていたが、1942年からは国家保安本部(RSHA)に吸収された。 GFPの職員は勤務上、軍服の他に私服での活動を行っていた。GFPの職員は軍によって封鎖された道路の通過や、軍の施設に入る権限を与えられていた。また、軍の通信機器の使用、軍用車両や軍需品の調達、任務遂行のために必要な宿泊施設の提供なども行われていた。占領地域では軍の要人護衛、スパイ対策、捕虜などの尋問、破壊工作防止、敵の工作員の摘発などの支援も行った。 GFPの活動範囲は軍が活動している地域に依存しており、占領下にあった北欧や西欧での活動は、東部戦線における活動とは著しく異なっていた。オランダ、デンマーク、ノルウェーでは、GFP職員は主に占領地軍の将軍の管理下に置かれていた。ベルギーとフランスでは軍当局と共同で対独レジスタンスや英国特殊作戦執行部(SOE)による抑留、強制送還。また、人質の処刑などのテロ戦術を用いた破壊活動などに対処した。

## 西部戦線における活動
1940年のナチス・ドイツによるフランス占領後、GFPはパリ8区のサン・フィリップ・デュ・ルール通りの「ホテル・ブラッドフォード」に本部を設置した。その他、北フランスとパ＝ド＝カレー県の本部はブリュッセルのトラヴェルシエール通りに設置された。その数は小規模であったが、GFPは4年に渡るナチ占領下におけるフランス国民を恐怖に陥れたナチス・ドイツの警察組織の「牙城」をなしていた。
1942年5月、フランスの親衛隊及び警察高級指導者 (HSSPF)カール・オーベルク親衛隊及び警察少将によって指令部全体が再編され、各GFP部隊は50人編成の部隊で構成された。この再編により、「Gruppe 6/10」が編成され、その中には「重要犯罪対策本部 (Kommando für Kapitalverbrechen)」が組織されていた。このグループは15区のイッシー・レ・ムリノーにある悪名高い「バラール射撃場」を運営し、そこで143人の囚人を拷問のうえ処刑した(実際にはGFPではなく SSの手によるものとされている)
GFPは総合情報中央局(Renseignements généraux)の一部である特殊旅団を監督していた。これらの部隊はフランス警察による情報提供組織の一部であり、いわゆる「内部の敵」(例：対独レジスタンス、撃墜された連合軍パイロットの逃亡庇護、ユダヤ人、徴兵を逃れた者)の追跡を担当していた。
GFPは、パリ警察本部の35号室を拠点としていた。第2旅団は占領下における監視、容疑者の事情聴取などを指揮し、拷問を行っていたことで悪名高い。

## 東部戦線における活動
GFPはポーランドへの電撃戦後の1939年に初めて治安維持の任務を開始したが、ハインリヒ・ヒムラーの支配下にあった他の警察組織の行政組織に統合されていたため、しばしば親衛隊員が指揮を執っていた。これら警察部隊へのGFP職員による後方支援は地元の軍司令官によって頻繁に提供され、GFPは民間人捕虜を「殺害できる場所」へ輸送するプロセスを容易にしていた。
1941年5月末、SSと陸軍総司令部 (OKH)間の協定が結ばれ、占領地における治安活動の両組織間での協力を締結した。

### 大量虐殺
東ヨーロッパとバルカン半島の全域でGFPはパルチザン、ユダヤ人、任意の「容疑者」を対象とした虐殺行為を絶え間なくエスカレートさせていた。虐殺行為へのGFPの関与を示す出来事は、1941年8月にヘルムート・グロスカーブ中佐が記録したものなどがある。キエフ近郊のベラヤ・ツェルコフという町でGFPは子供たちを殺す決定を第6軍の司令部に希望し、後に子供たちは銃殺された。1941年の夏から秋にかけては、ウクライナのジトミル地域でSSと国防軍からなる治安部隊による掃討作戦が実施された。この作戦に参加していたGFP部隊はGruppe708、721、730の各部隊であった。 
GFPのもう一つの任務は、占領下のロシアにおける新政権樹立を支援することであったが、これは共産党員の政治的粛清とロシア全体の「劣等民族絶滅(ホロコースト)」を意味していた。 
GFPは軍法の制約外で活動しており、NKVDやコミッサールの取扱いは軍事法廷ではなくOKWの承認を得てGFPが代わりに処理していた。赤軍捕虜の将校や政治将校はSDに引き渡され、共産党員やユダヤ人は国防軍に利用され地雷原の処理に強制動員された。
GFPの「治安」任務を説明するために使われた官僚的な表現として「住民の一般的監督」という記載が用いられていたが、この控えめな表現は彼らが従事していた殺人的な任務を隠すことはできない。占領地域で放浪している者は老人や女性、子供に関わらず敵による偵察と疑われたため、憲兵やSDに引き渡された。歩き回っているところを捕らえられ脱走した者は即決で銃殺されることになっていた。
いわゆる「治安維持」の脅威を排除するためには、捕らえられたユダヤ人の殺害を伴うこととなっており、GFP部隊Gruppe721はウクライナ周辺地域で1941年10月から1942年1月までの間10,000人のユダヤ人を殺害した。
GFPの反ユダヤ主義は、1944年3月下旬のギリシャ北西部でのユダヤ人の強制移送を実施した将校の観察記録に示されている。
全体で1,725人のユダヤ人が強制移送された。 
これらの作戦の他、GFPは組織的に家や村々を焼き払う作戦も実施した。GFPはまた、進撃する赤軍によって解放される前に捕虜を略式で処刑する責任を負っていた。一例として1943年、GFP長官であるヴィルヘルム・クリッヒバウムに宛てたGFP部隊の報告書によると、東部戦線だけでは21,000人が「戦闘中に殺された者もいれば、尋問の後に銃殺された者もいる」と記録されている。

## 脱走兵などに対する処置
1943年半ば以降、戦地において脱走兵がパルチザンに参加するという事態が発生したため、GFPは脱走者の追跡と捕獲を命じられた。1944年のバグラチオン作戦とファレーズ・ポケットでの敗北による撤退後、ドイツ軍における脱走率は急速に上昇しはじめた。1944年時点で、3142人の兵士が陸軍からの脱走兵として逮捕された。しかし多くの兵士は作戦地域での戦闘などで混乱している状況であり、兵士が所在身分を証明する軍隊手帳や書類を紛失していたり、間違った場所に配置されていたため、後方地域での混乱が生じるとのことで半ば強制的に逮捕を行う状態になっていた。
有罪判決を受けた兵士は銃殺に処されるか、執行猶予大隊に送られた。
GFPはまた、兵士の敗北主義的な言動についても調査していた。「Gruppe 729」と呼ばれる部隊は、ソ連の捕虜から脱出したすべての国防軍兵士を尋問するために組織された。この機関が設立された理由は敗北主義と反ナチズムのプロパガンダをNKVDが元捕虜に対して「再教育」したのではないかという嫌疑があったためであった。ソ連のスパイと疑われた兵士たちは現在のポーランドのダンツィヒにあるGFPの特別収容所に送られた。1944年までにこの収容所には400人の囚人が収容されていた。

## 服装
GFPの職員は陸軍とおなじ軍服を用いた。基本的に将校で構成されているので一般の将校と同じ高品質な軍服を着用していたが、勤務地においてはウール製の野戦型のものを用いる場合があった。

### 階級
| 徽章    | 階級                               | 訳                         | 相当する陸軍の階級       |
| ------- | ---------------------------------- | -------------------------- | ------------------------ |
|         | Feldpolizeichef der Wehrmacht      | 国防軍野戦警察長官         | Generalmajor 少将        |
|         | Heerespolizeichef                  | 陸軍警察本部長             | Oberst 大佐              |
|         | Oberfeldpolizeidirektor            | 上級野戦警察監督官         | Oberstleutnant 中佐      |
|         | Feldpolizeidirektor                | 野戦警察監督官             | Major 少佐               |
|         | Feldpolizeikommissar               | 野戦警察行政官             | Hauptmann 大尉           |
|         | Feldpolizeiobersekretär/ Inspektor | 野戦警察上級書記及び監察官 | Oberleutnant 中尉        |
|         | Feldpolizeisekretär                | 野戦警察書記               | Leutnant 少尉            |
|         | Feldpolizeiassistent               | 野戦警察補助員             | Stabsfeldwebel～Schuetze |
| Source: |                                    |                            |                          |